# Periferica

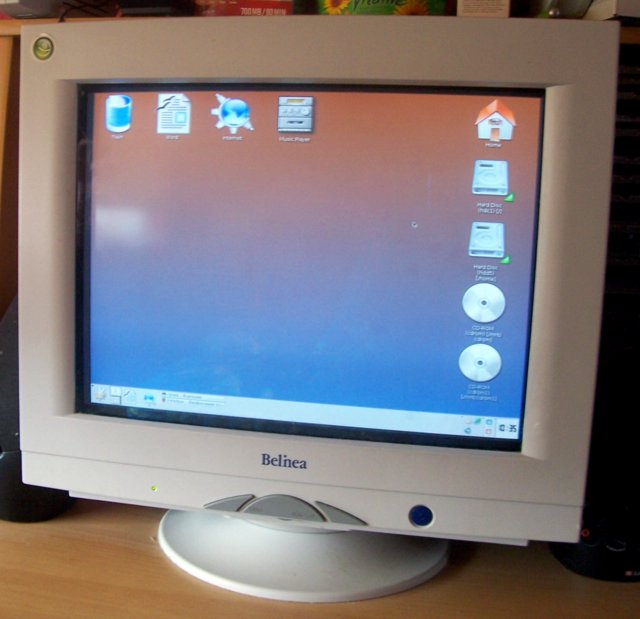
Vecchio monitor a tubo a raggi catodici

Una periferica (più formalmente unità periferica), nell'informatica, indica un qualsiasi dispositivo hardware che fa parte di un sistema informatico e/o di elaborazione elettronico (come ad esempio un computer) e che funziona sotto il controllo di una unità centrale e del sistema operativo, alla quale è collegata. 
Ogni periferica può essere di input/output o ausiliaria al funzionamento interno.

## Descrizione generale

Tastiera

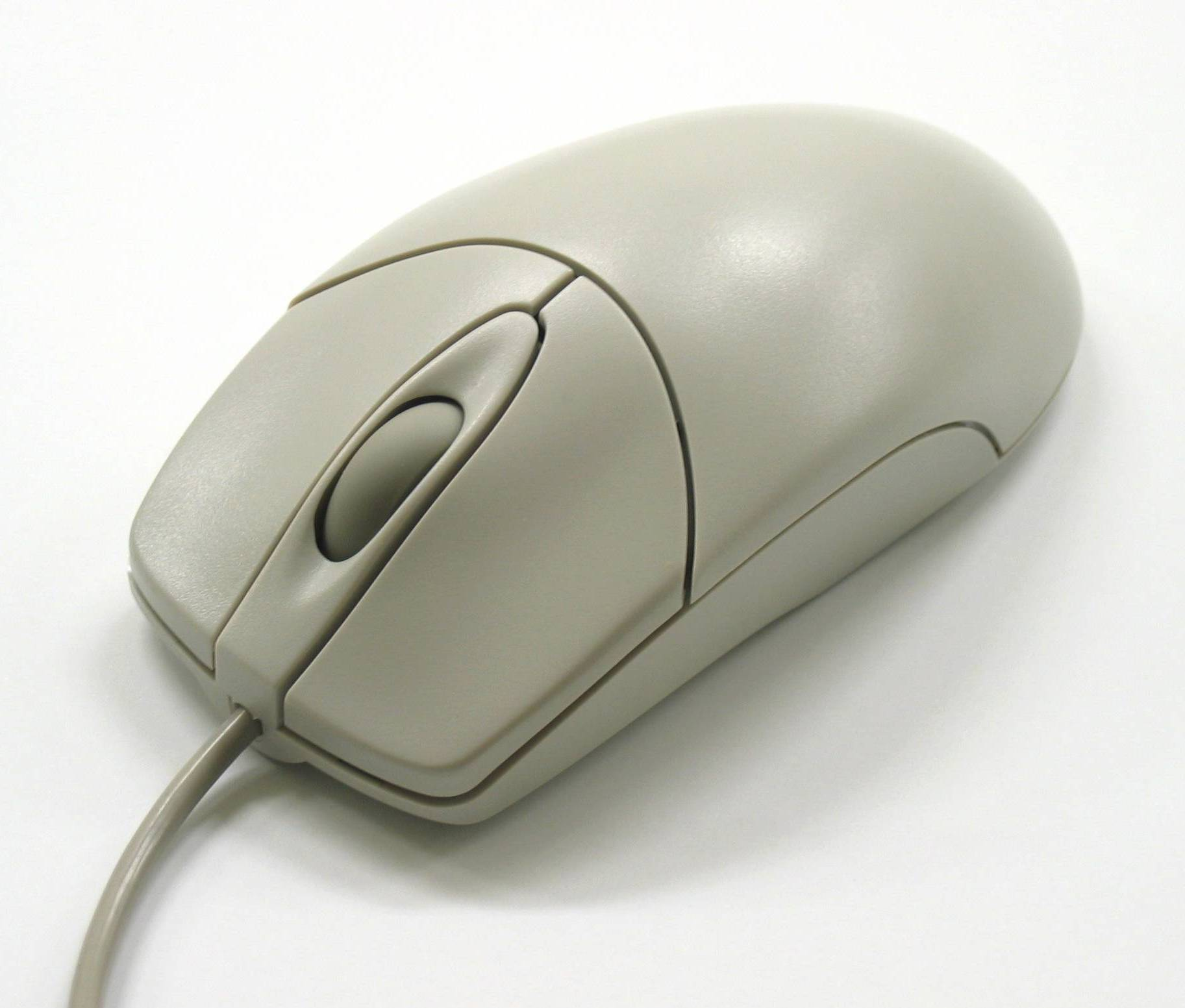
Mouse

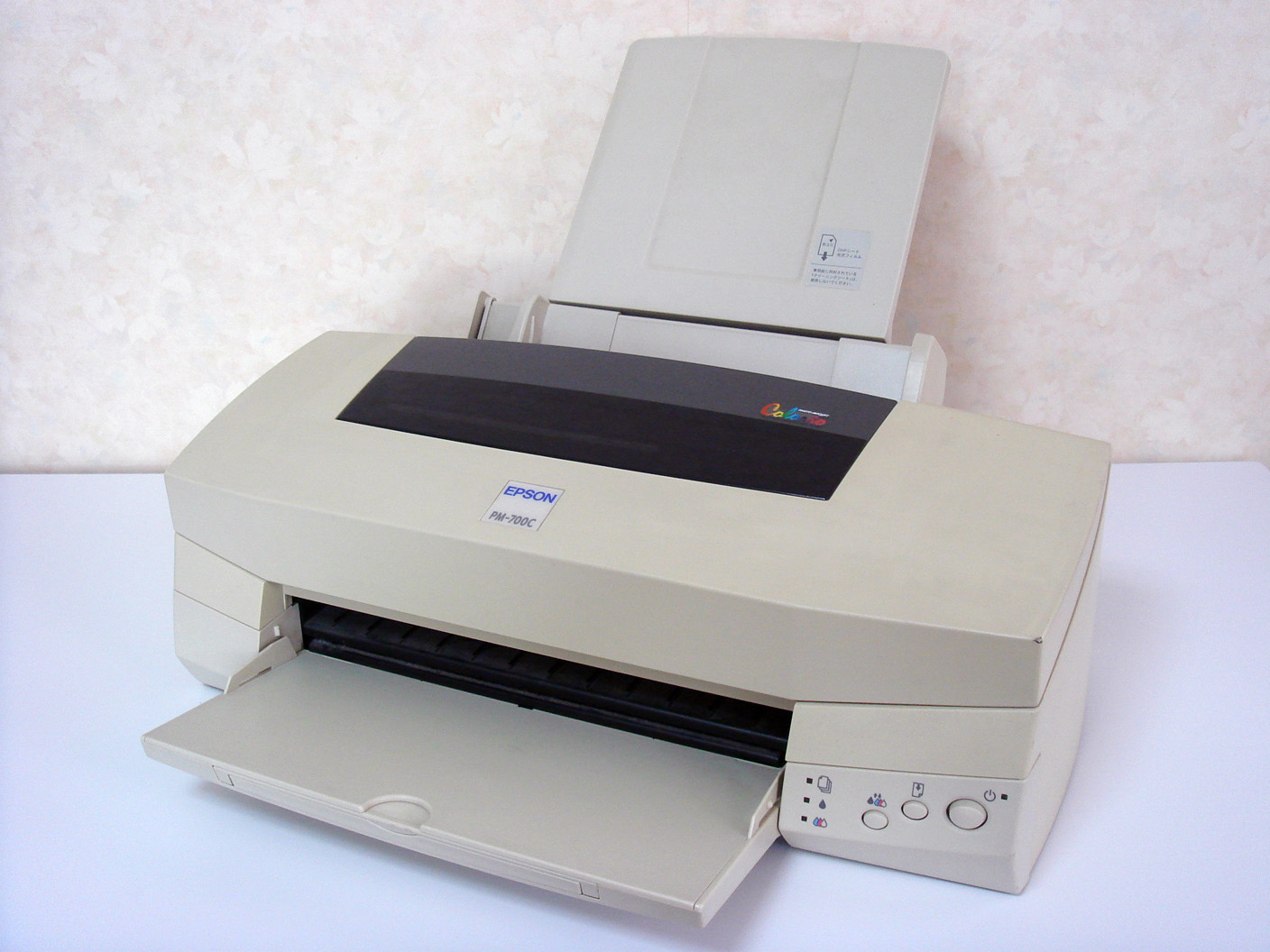
Stampante

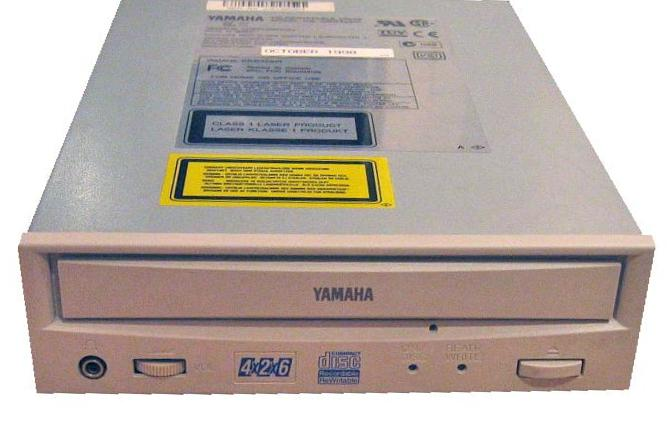
Lettore CD

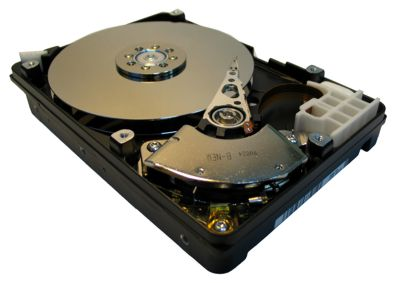
Disco rigido

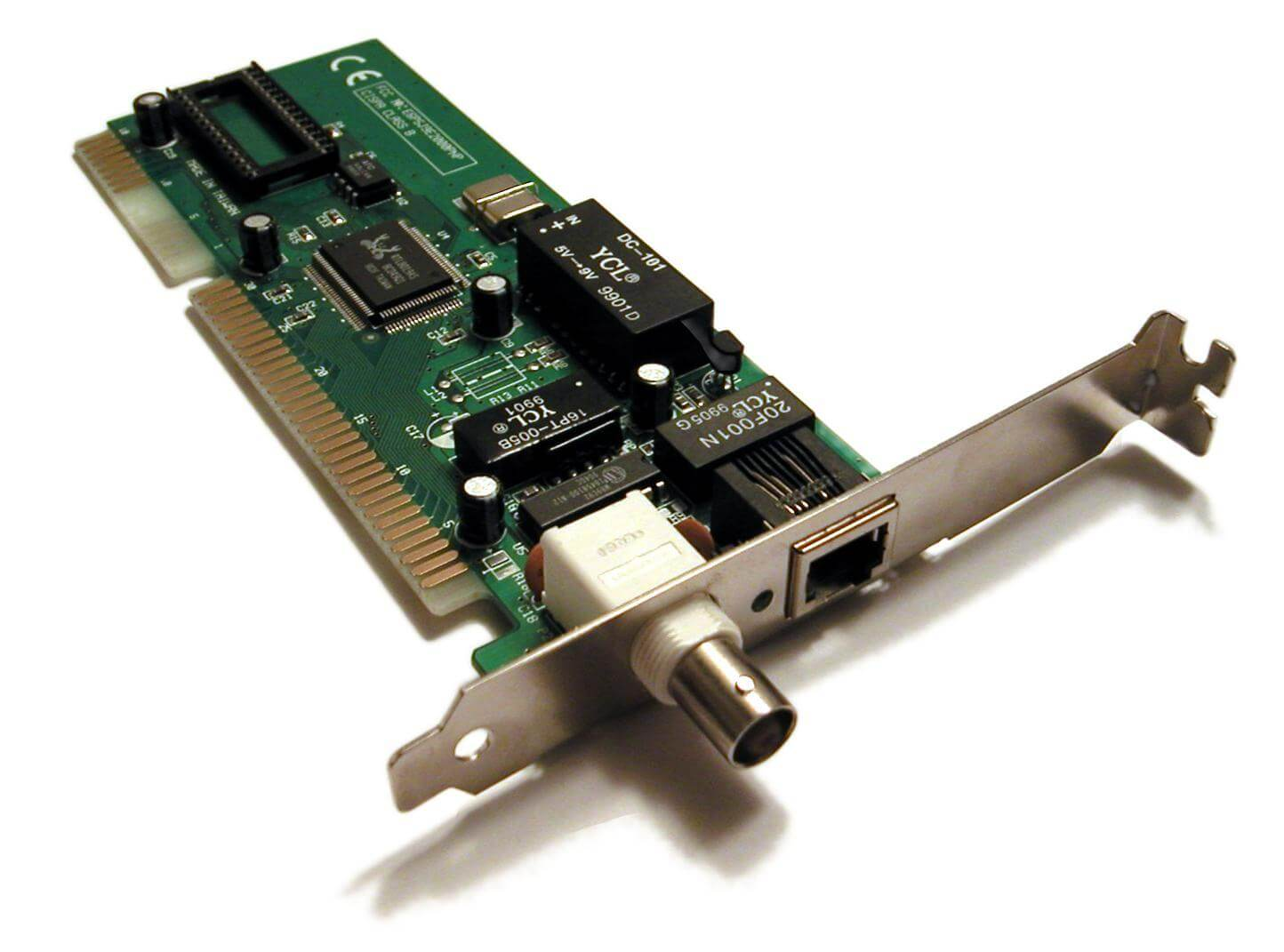
Scheda di rete

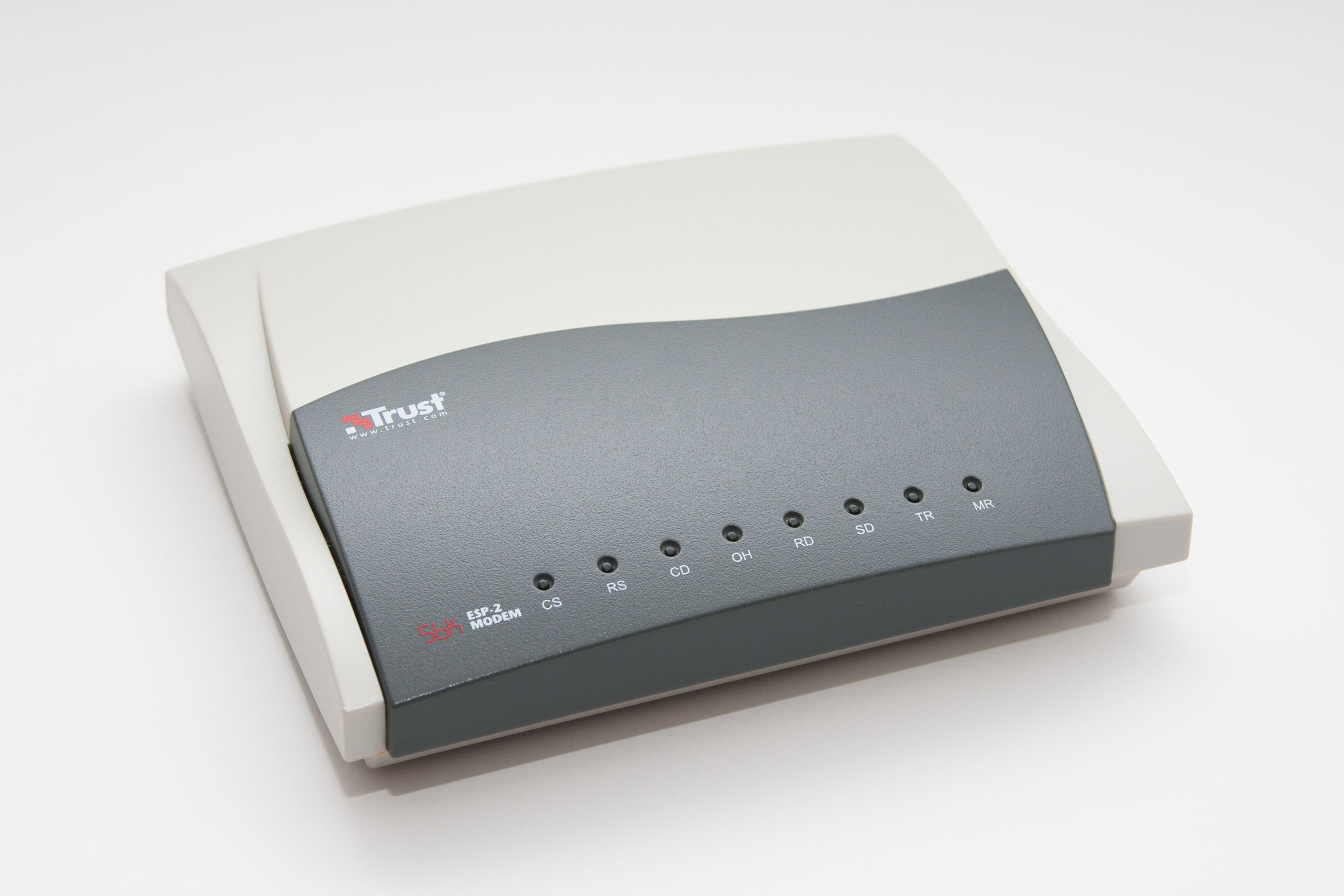
Modem

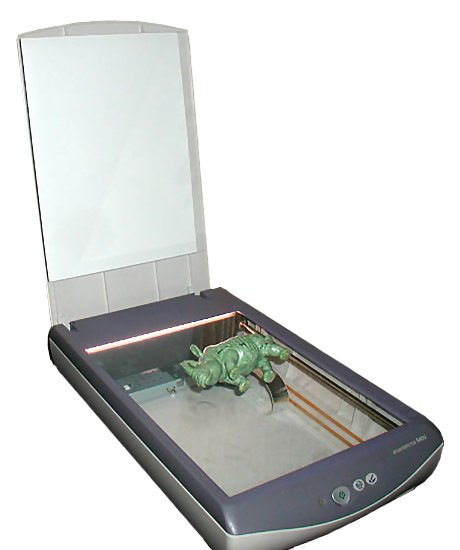
Scanner

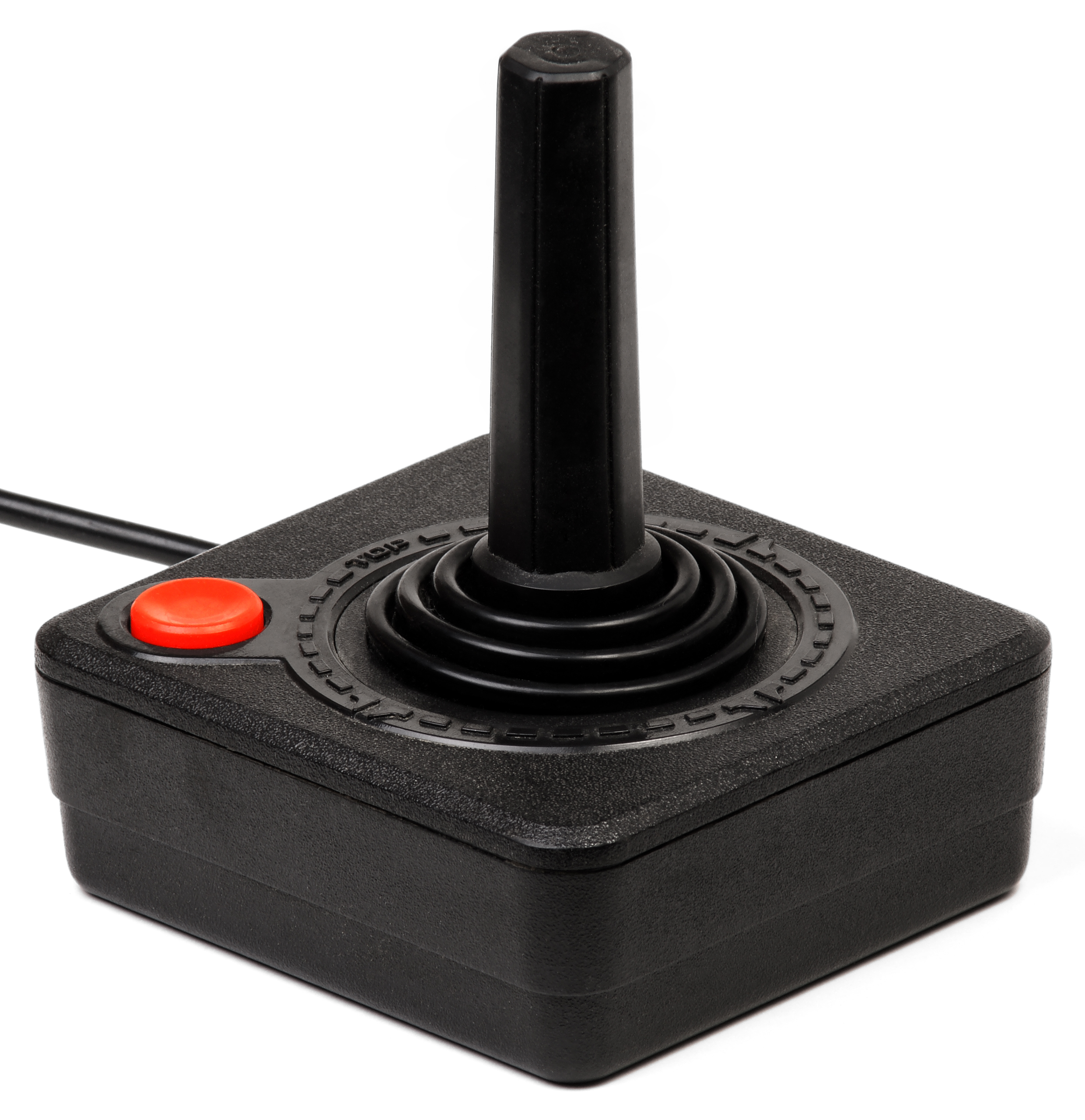
Joystick

La periferica è collegata agli altri componenti hardware del computer via cavo o in maniera wireless ed è controllata dal sistema operativo (SO) attraverso un driver ed un controller di periferica; essa si interfaccia in input e/o output con l'unità di elaborazione che sovrintende a tutte le funzioni del computer (nei moderni computer digitali general purpose, tale unità di elaborazione è la CPU). Può anche avere un proprio microprocessore. La gestione delle periferiche da parte del sistema operativo è operata tipicamente attraverso il meccanismo dell'interrupt.

## Funzionamento e gestione
La prima volta che si collega una periferica al PC, bisogna in generale seguire alcuni passi per l'installazione. Il CD spesso è autoinstallante ossia dispone di una funzione, detta di autorun, eventualmente disattivabile, tale per cui appena inserito avvia in automatico la procedura di installazione.
Le periferiche con collegamento USB sono le uniche che non richiedono un CD di installazione (plug and play). I driver sono presenti in una memoria della periferica e scaricati tramite il cavo USB. Fino a Windows 98, anche per queste periferiche doveva essere utilizzato un CD di installazione. Il CD-Rom di installazione contiene i driver della periferica, scaricabili gratuitamente dal sito del produttore (vendor), con i relativi aggiornamenti.
Ogni volta che si collega una periferica di memoria di massa (come un disco fisso, un DVD o una chiavetta USB) ad un personal computer, essa è accessibile tramite apposita interfaccia sia essa grafica o testuale, ad esempio in Microsoft Windows gli viene assegna ad essa una lettera corrispondente. Ognuna di queste periferiche è visibile accedendo a Risorse del Computer, o tramite il File Explorer, ed è identificata con una lettera differente. In alcuni casi, è necessario effettuare il mapping delle unità manualmente, se di rete. Operazioni di gestione dei dischi possono essere eseguite col comando della Microsoft Management Console diskmgmt.msc.

## Classificazione
Molti sono i tipi di periferiche ma tutte rientrano nei seguenti tre principali gruppi:
- periferica interna e periferica esterna;
- periferica di input, periferica di output e periferica di input/output;
- periferica locale e periferica remota.

### Interna ed esterna
La periferica interna è una periferica che risiede all'interno del case del computer assieme ad altre componenti del computer ed è costituita tipicamente da una scheda elettronica interconnessa con la scheda madre (scheda video,
scheda audio, scheda di rete, scheda di memoria) e da questa con la CPU attraverso il chipset.
La periferica esterna è una periferica che non risiede all'interno del case del computer assieme ad altre componenti del computer (es. il mouse).
Questi due tipi di periferiche non sono mutuamente esclusivi. Esistono infatti tipi di periferiche che vengono realizzati sia come periferiche interne che come periferiche esterne. (es. l'hard disk interno/esterno, scheda audio, video e di rete esterna).

### Input e Output
La periferica di input (anche chiamata periferica di ingresso) è una periferica che immette dati nella memoria centrale del computer lavorando in maniera unidirezionale (es. tastiera e mouse).
La periferica di output (anche chiamata periferica di uscita) è una periferica che riceve dati dalla memoria centrale del computer lavorando in maniera unidirezionale (es. monitor e stampante).
La periferica di input/output (anche chiamate periferiche di ingresso/uscita) è una periferica che immette dati nella memoria centrale del computer e riceve da essa dati lavorando in maniera bidirezionale (es. modem, memoria di massa, scheda video, scheda audio, scheda di rete).

### Periferica CD-in
CD-in è un hardware input. Un dispositivo di input è qualsiasi dispositivo hardware che invia dati a un computer che consente all'utente di interagire e controllare il computer. CD-in è praticamente un hardware che permette la connessione tra un CD esterno e il computer.

### Locali e remote
La periferica locale indica una qualsiasi periferica interna o esterna che risiede all'interno nei pressi o nelle vicinanze del computer stesso.
La periferica remota indica una qualsiasi periferica che non risiede all'interno nei pressi o nelle vicinanze del computer stesso, ma è connessa al computer tipicamente attraverso una rete locale.

## Tipologia
Tra i tipi particolari di periferiche necessari per un uso ottimale del computer vi sono le memorie di massa (normalmente disco rigido), quelle di input ed output cartaceo (scanner e stampante) e quelle di comunicazione con altri computer (modem, router). Ugualmente, la tastiera, il mouse e il monitor - componenti primarie dell'interfaccia utente.
Di seguito sono elencati i tipi più comuni di periferiche:
- tastiera
- dispositivi di puntamento:
  - mouse
    - mouse ottico

  - trackball
  - penna ottica
  - tavoletta grafica
  - touch screen
- controller
  - Gamepad
  - Paddle
  - Joystick
  - Volante
  - Cloche
  - Pedale
  - Sensore di movimento
  - Pistola laser
  - Tastierino per giochi programmabile
- memorie di massa:
  - disco rigido
  - floppy disk drive
  - lettori di dischi ottici (CD, DVD, Blu-ray Disc)
  - lettori di schede di memoria e chiavi USB
  - microdrive
  - nuclei di ferrite
  - unità a nastro magnetico
  - unità a dischi removibili
    - unità Iomega
      - unità a dischi Bernoulli
      - unità a dischi Zip
      - unità a dischi Jaz
      - unità a dischi Rev
- schede elettroniche interne
  - scheda audio
  - scheda video
  - scheda di rete
  - scheda di memoria
- monitor:
  - monitor CRT (a tubo catodico)
  - monitor LCD (a cristalli liquidi)
  - monitor al plasma
- stampanti:
  - plotter
  - stampante ad aghi
  - stampante a getto d'inchiostro
  - stampante a margherita
  - stampante laser
  - stampante termica
- altri dispositivi di input-output:
  - modem
  - router
  - print server
  - scansionatore d'immagini